# 보소 해역 지진

일본 해구 해역의 지진 구분도.

보소 해역 지진(일본어: 房総沖地震, ぼうそうおきじしん)은 일본 지바현의 보소반도 동쪽 앞바다 태평양 해역을 진원으로 일어나는 지진을 의미한다.
보소반도 동쪽 해역은 북아메리카판과 태평양판의 경계인 일본 해구가 남쪽으로 지나가는 곳이다. 일본 해구 지역은 해구형지진이 자주 일어나는 곳이며, 북아메리카 판 내에서는 대륙판 내부 지진이, 태평양 판 내에서는 해양판 내부 지진이 발생한다. 이 외에도 해양판 슬래브내 지진도 간혹 일어나고 있다.
보소 반도 구주구리 해변 인근 조시시 근해에서는 지바현 동쪽 해역 지진이 일어나고 있으며, 사가미 해곡을 진원으로 보소 반도 남쪽 해역에서도 또 다른 지진이 일어나고 있다.
2012년 5월 일본 산업기술종합연구소에선 400년 간격으로 보소 해역 지진이 일어난다 발표했다.

## 주요 지진
| 발생 일자        | 규모     | 비고 |
| ---------------- | -------- | --- |
| 1590년 3월 21일  | M?       | 덴쇼 보소 해역 지진                                                                                              |
| 1605년 2월 3일   | M7.9?    | 게이초 지진 |
| 1655년 5월 2일   | M?       | 메이레키 보소 해역 지진                                                                                          |
| 1677년 11월 4일  | M8.0     | 엔포 보소 해역 지진                                                                                              |
| 1909년 3월 13일  | M7.5     | 1909년 보소 해역 지진                                                                                            |
| 1953년 11월 26일 | M7.4-7.9 | 1953년 보소 해역 지진                                                                                            |
| 1984년 9월 19일  | M6.6     | 1984년 보소 해역 지진                                                                                            |
| 2011년 3월 11일  | M9.0     | 도호쿠 지방 태평양 해역 지진. 이바라키현 해역 지진과 함께 지진역에 속해 있거나 그의 영향을 받은 것으로 추정된다. |

## 같이 보기
- 지바현 동쪽 해역 지진
- 지바현 동북부 지진
- 지바현 서북부 지진
- 하치조섬 동쪽 해역 지진
- 이바라키현 해역 지진
- 일본 해구